# Cheval au Mexique
Le cheval au Mexique (espagnol : caballo) est représenté par l'élevage de la race nationale Aztèque, ainsi que par de nombreuses autres. L'animal sert le plus souvent au travail avec le bétail. Le Mexique compte le second plus important cheptel équin au monde en 2013, avec plus de six millions d'individus.

## Histoire
Des fossiles de chevaux sauvages datant de la Préhistoire ont été retrouvées sur tout le continent américain, mais le cheval disparaît environ 10 000 ans av. J.C., peut-être sous la pression de la chasse des populations humaines. L'espèce est réintroduite par des explorateurs et des colons européens sous sa forme domestique, au XVe siècle.
Le cheptel de chevaux mexicain doit son existence au cheval colonial espagnol amené vers les Amériques en transitant par les Caraïbes, d'où il gagne notamment Panama et le territoire mexicain.
Il descend donc majoritairement du cheval espagnol, ou Andalou.

## Pratiques et usages
Les chevaux servent surtout de montures pour l'équitation de travail avec le bétail. Le Mexique a en effet une longue tradition de travail à cheval avec les bovins, qui ont été amenés par les Espagnols au XVIe siècle.
Les courses de chevaux sont pratiquées, la ville de Mexico ayant le meilleur hippodrome du pays.

## Élevage

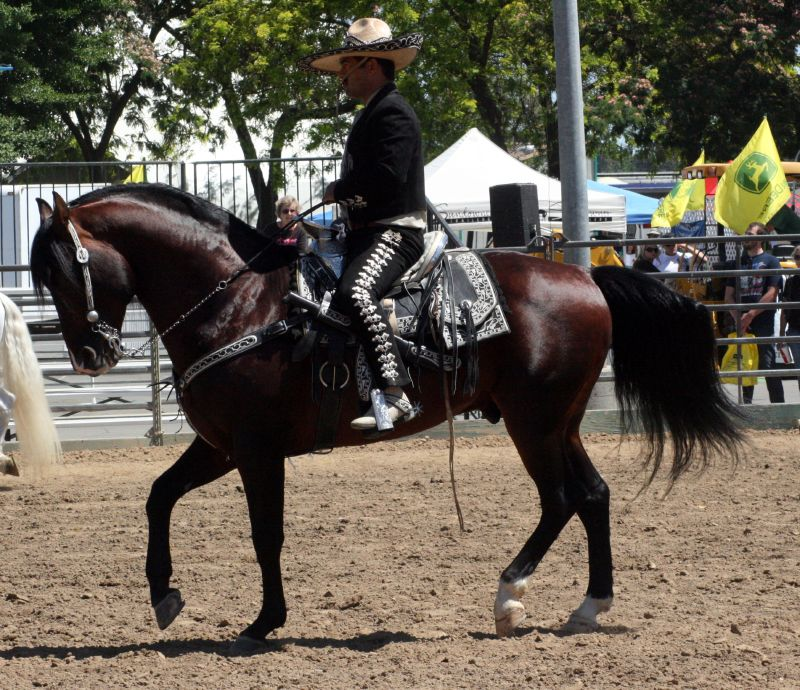
Charro montant un cheval Aztèque.

Le Mexique a le second plus important cheptel de chevaux au monde après les États-Unis, avec 6 356 000 têtes recensées en 2013 par la FAO.
La base de données DAD-IS répertorie onze races de chevaux élevées au Mexique : l'Appaloosa, l'Aztèque, le Criollo militar, le Quarter Horse, le Pure race espagnole, le Galiceno, le Pur-sang, le Lusitanien, le poney mexicain, le Warmblood et l'Arabe.
Il existe aussi un Criollo de variété mexicaine, cheval de travail commun.
L'Aztèque, race créée au Mexique, est un cheval de selle et de travail de ranch. La notion de poney mexicain désigne un type de petit cheval colonial espagnol non-spécifique.

## Culture

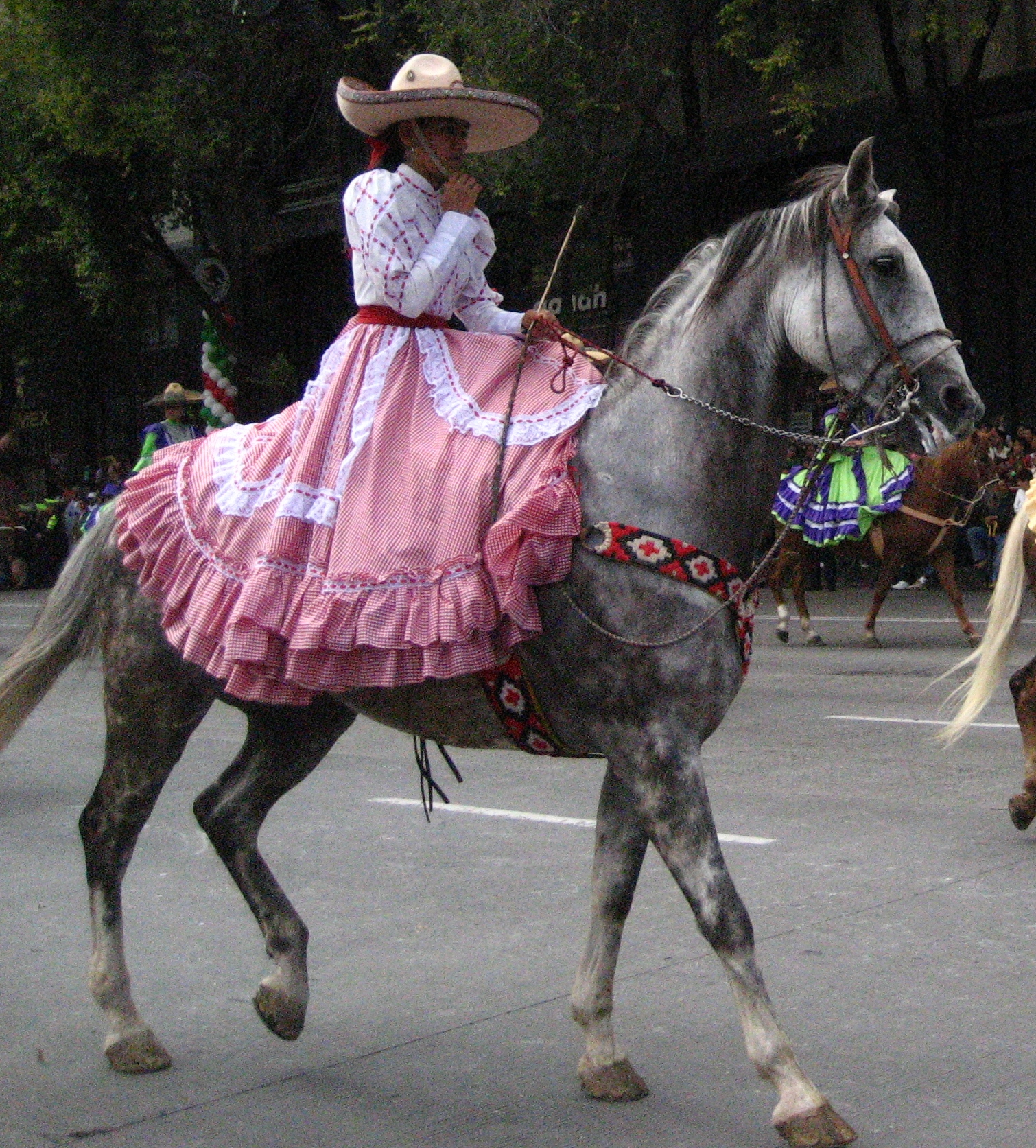
Charra, cavalière mexicaine.

Dans la culture mexicaine, le cheval a souvent été présenté comme l'instrument des vainqueurs et de la conquête, permettant la domination coloniale sur les vaincus.
Les Charros mexicains constituent la représentation traditionnelle de la culture du pays.
D'après Cabrera (1945), le cheval de robe rouan (avispado) est très apprécié, un dicton disant « cheval avispado, plutôt mort que fatigué » ; ce proverbe existe aussi en Argentine et en République dominicaine, traduisant une origine commune.